# Отто Ойген Шульц
Отто Ойген Шульц (нім. Otto Eugen Schulz, 31 жовтня 1874 — 17 лютого 1936) — німецький ботанік.                     

## Біографія
Отто Ойген Шульц народився у Берліні 31 жовтня 1874 року.
Він зробив значний внесок у ботаніку, описавши багато видів насіннєвих рослин.
Отто Ойген Шульц помер 17 лютого 1936 року. 

## Наукова діяльність
Отто Ойген Шульц спеціалізувався на насіннєвих рослинах.  

## Наукові праці
Отто Ойген Шульц написав важливі наукові праці по родинах Капустяні та Erythroxylaceae.

### Окремі публікації
- Otto O. Schulz. 2011. Monographie Der Gattung Cardamine. Передрук з Nabu Press, 366 pp. ISBN 1179365348

- Otto O. Schulz, Adolf Engler. 1929. Cruciferae-Brassiceae: pars prima. Subtribus I. Brassicinae et II. Raphaninae. Das Pflanzenreich: regni vegetabilis conspectus 70. Editor H.R. Engelmann (J. Cramer). 290 pp.

- Otto O. Schulz. 1927. Cruciferae-Draba et Erophila. DasPflanzenreich: Regni vegetabilis conspectus 89. Editor W. Engelmann, 396 pp.

- Otto O. Schulz. 1919. Cruciferae- Brassiceae: Subtribus I. Brassicinae et II. Raphaninae. Vol. 1. Editor W. Engelmann, 290 pp.

- Otto O. Schulz. 1907. Erythroxylaceae. Editor W. Engelmann, 176 pp.

## Вшанування
Ігнац Урбан (1848-1931) назвав на його честь рід рослин Ottoschulzia (родина Icacinaceae).